# 赵恺
魏惠宪王趙恺（1146年—1180年3月18日），南宋皇子。
宋朝第十一代（南宋第二任）皇帝宋孝宗赵昚的次子，生母郭皇后，起初为补右内率府副率，历任右监门卫大将军、贵州团练使。1162年，宋孝宗受禅，拜雄武军节度使、开府仪同三司，封庆王。1167年，庄文太子赵愭去世，宋孝宗属意三子恭王赵惇，以赵惇为太子，加赵恺雄武、保宁军节度使，进封魏王，判宁国府。趙恺之妻华国夫人韦氏，韋淵的孫女、韋璞的妹妹，特封韩、魏两国夫人，来表示优礼。赐赵惇黄金三千两、白金一万两。孝宗命宰执在玉津园为他饯行，趙恺登车，看着对虞允文说：“更望相公保全。”至宁国，奏朝天申节，孝宗许之。
赵恺亲自处理政务，没有听从府长史的意见，让长史、司马分治政事，自己坐享其成，认为这样使责任混乱。又请增加士人贡举名额。关心民事，修筑毁坏隤圮的圩田，宋孝宗手诏嘉劳。
淳熙元年（1174年），赵恺改判明州。停收属县田租以补充学校费用。得到吉祥的两歧麦，绘图以献，孝宗赐手诏：“汝劝课艺植，农不游惰，宜获瑞麦之应。”加赵恺荆南、集庆军节度使，行江陵尹，又改永兴、成德军节度使、扬州牧（虚职，差遣仍是判明州）。淳熙七年（1180年）二月辛卯，在明州薨逝，年三十五岁。孝宗在别殿素服举哀，追赠淮南武宁军节度使、扬州牧兼徐州牧，谥号惠宪（一作惠宁）。
赵恺性情宽慈，得到上皇赵构的喜爱。虽以宗社之计将赵恺任命外职，但每一想念，就常赐不绝。孝宗讣闻，流泪道：“向所以越次建储者，正为此子福气差薄耳！”治宁国、明州有仁声，薨逝之日，四明父老请建祠立碑以纪念。

## 家庭
赵恺二子。
- 赵摅，早卒。
- 赵抦，生于明州，母信安郡夫人卜氏 (墓志稱錢氏夫人所生)，赵恺死后，还居行在临安府。赵抦性早慧，宋孝宗很喜爱他，将内禅宋光宗赵惇，升赵抦为耀州观察使，封嘉国公。庆元年间，封吴兴郡王，领昭庆军节度使。开禧二年（1206年），赵抦薨逝，赠太保，封沂王，谥号靖惠。
  - 赵抦子赵垓，三岁夭折。宋宁宗下诏立宗室赵希瞿之子入繼为其嗣，更名赵均，领右千牛卫将军，于府中置教授，加福州观察使。后改名赵贵和，即镇王赵竑。

赵恺女：
- 安康郡主（1167年—1205年），淳熙十年二月订婚罗良臣，十月成婚

## 延伸阅读
[在维基数据编辑]
 《宋史/卷246》，出自脱脱《宋史》